# Downingia cuspidata
Downíngia cuspidáta — вид цветковых растений рода Доунингия (Downingia) семейства Колокольчиковые (Campanulaceae).

## Ботаническое описание
Однолетнее травянистое растение, образующее ветвящиеся прямостоячие стебли с мелкими листьями в узлах. На конце каждого ответвления располагается 1 или более цветков, каждый около 1 см шириной.
Цветок трубчатый, имеет 2 длинные, узкие, заострённые на конце верхние доли синего или пурпурного до почти белого цвета. Три нижние доли срастаются в общую трёхдольную пластинку синего, пурпурного или белого цвета с большим пятном или двумя меньшими жёлтыми пятнами в центре, обрамлёнными белым. Каждая доля может иметь зубчатый конец.

## Распространение и местообитание
Доунингия остроконечная родом из Калифорнии, где произрастает около прудов, на лугах, вблизи весенних прудов по всему штату. Вид может встречаться вплоть до Мексики.

## Синонимика
- Bolelia cuspidata Greene
- Downingia immaculata Munz & I.M.Johnst.
- Downingia pallida Hoover
- Downingia pulchella var. arcana Jeps.[1]